# Sitaris rufiventris
Sitaris rufiventris là một loài bọ cánh cứng trong họ Meloidae. Loài này được Kraatz miêu tả khoa học năm 1884.